# Distrofia
A distrofia é uma doença que causa a deterioração dos músculos ao longo do tempo. A mais comum dessas doenças é a Distrofia Muscular de Duchenne (DMD), que ocorre em cerca de 1 a cada 3.500 meninos recém-nascidos.  
A Distrofia Muscular de Duchenne é um distúrbio genético ligado ao cromossomo X, causado por uma mutação no gene que produz a distrofina, uma proteína encontrada na superfície das fibras musculares. Indivíduos com esta doença têm uma deficiência significativa dessa proteína, com menos de 3% da quantidade encontrada em pessoas saudáveis. A falta de distrofina leva a danos nas membranas das fibras musculares, permitindo que mais cálcio entre nas células e ativando enzimas que causam a destruição das fibras musculares. Isso resulta em inflamação, substituição do tecido muscular por tecido conjuntivo e acúmulo de gordura.
Classificação
·Distrofias totais ou quantitativas → Holodistrofias
A- Por diminuição do metabolismo celular:
-Compativel com a vida celular: Atrofia e Hipotrifia
-Incompativel com a vida celular: Necrose e Apoptose
B- Por aumento do metabolismo celular:
-Aumento volumétrico: Hipertrofia
-Aumento numérico: Hiperplasia(aumento controlado)
·Distrofias parciais ou qualitativas → merodistrofias
-Alteração do metabolismo de prótides
-Alteração do metabolismo dos glícides
-Alteração do metabolismo dos lípides
-Alteração do metabolismo dos sais minerais
-Alteração do metabolismos dos pigmentos
Holodistrofias
Disturbios do desenvolvimento(dismorfias)
·Aplasia → a = ausência; plassen = formação
·Hipoplasia → hipo = abaixo; plassen = formação
·Genesia → a = ausência; genus = gerar
Atrofia: diminuição adquirida do volume de uma parte do corpo, órgão ou tecido ou célula em consequência de uma redução metabólica.
Disturbios: tamanho ou número de células
-Atrofia volumétrica ou atrofia simples
-Atrofia numérica
-Atrofia mista ou numérico volumétricas
Tipos de Atrofia
·Atrofias fisiológicas: própria do biológico do individuo - irreversíveis.
·Atrofias patológicas: causas patológicas - pode ser reversível.
-Atrofia nutricional
-Atrofia por inatividade
-Atrofia por compressão
-Atrofia hormonal
-Atrofia neuropática
→ Evolução e consequências
Reversíveis → após remoção da causa
Irreversíveis → atrofias fisiológicas
Consequências → causas: *localização da atrofia
```
                       *extensão da atrofia
                       *intensidade e idade
```

Diferenças entre necrose e apoptose
Necrose é a morte de uma parte do organismo determinada por causas patológicas, podendo atingir células, tecidos ou um órgão. A célula perde sua função e sua vitalidade, é portanto um processo irreversível.
Apoptose é o fenômeno em que a células morre após formar fragmentos ainda estruturados ou corpos apoptóticos, que podem ser fagocitados por macrófagos, ou seja, é uma morte biológica, fisiológica e programada. A célula sabe que tem uma vida e sabe quando vai morrer, tem um período determinado de vida.
Classificação das necroses
·Necrose da coagulação: caseosa e gomosa
·Necrose de liquefação: tecido rico em gordura
Destino das massas necrosadas:
-Absorção
-Drenagem
-Cicatrização
-Encistamento
Gangrenas → complicação das necroses: *Seca
```
                                     *Úmida
                                     *Gasosa
```

Picnose: o núcleo da célula se contrai, diminui de tamanho, logo após a morte da célula.
Cariorrexis: o núcleo se fragmenta
Cariolise: desaparecem o núcleo e a membrana núclear
Hipertrofia e Hiperplasia
Hipertrofia é o aumento de volume de células, tecidos ou órgãos, sem aumento de células.
Hiperplasia é o aumento numérico de células de um tecido ou órgão, geralmente de causa conhecida.
Termos não aplicados:
-disposição excessiva de gordura
-deposição de sibstância amilóide
-retenção de secreção
-hemorragia
-edema
·Condição para que ocorra hipertrofia/hiperplasia:
-Fluxo sanguíneo
-Itegridade celular
-Integridade da inervação
·Tipos de hipertrofia/hiperplasia
-Hipertrofia fisiológica
-Hipertrofia patológica: *hipertrofia por aumento da exigência de trabalho
```
                        *hipertrofia hormonal 
```